# Región Valle de Bravo
Región 19 Valle de Bravo es la decimonovena de las 20 regiones en que se divide el Estado de México.

## Municipios de la región
- Amanalco
- Donato Guerra
- Ixtapan del Oro
- Otzoloapan
- San Simón de Guerrero
- Santo Tomás
- Temascaltepec
- Texcaltitlán
- Valle de Bravo
- Villa de Allende
- Villa Victoria
- Zacazonapan